# Омороков, Леонид Иванович
Леони́д Ива́нович Оморо́ков (29 апреля 1881, село Каменка Бердянского уезда Таврической губернии — 30 марта 1971, город Казань) — выдающийся русский невропатолог, доктор медицины, заслуженный деятель науки Татарской АССР.

## Биография
Леонид Иванович Омороков происходил из мещанской семьи. Общее среднее образование получил в Екатеринославской классической гимназии. Рано лишился матери, и в силу материальной необеспеченности семьи, начиная с 5-го класса, постоянно зарабатывал на жизнь частными уроками.
В 1901—1907 гг. Л. И. Омороков учился в Императорской Военно-медицинской академии в Санкт-Петербурге, при которой впоследствии и был оставлен по избранным специальностям — нервные и душевные болезни.
В 1905 г. он добровольно оставил учёбу и отправился на русско-японский фронт в Маньчжурию, где воинский подвиг Л. И. Оморокова был отмечен Георгиевским крестом.

## Научная деятельность
По окончании учёбы в 1907 г. под руководством В. М. Бехтерева Л. И. Омороков изучал основы клиники нервных и психических болезней.
В 1911 г. он защитил докторскую диссертацию под названием «Газообмен при душевных заболеваниях».
Научные интересы Л. И. Оморокова были необычайно многогранны. Он совершенствовал свои знания в лучших клиниках и лабораториях Европы, которыми руководили Герман Оппенгейм, Жюль Жозеф Дежерин и Жозеф Бабинский (нервные болезни), Эмиль Крепелин (психиатрия), Копш, Якобсон, Людвиг Ашофф и Алоис Альцгеймер (анатомия и патология нервной системы), Эрнст Леопольд Сальковский (биохимия), Фикер (бактериология), Эрлих (серология), И. И. Мечников (анафилаксия в Пастеровском институте Парижа).
По возвращении из-за границы в течение короткого времени Л. И. Омороков читал доцентский курс патоморфологии и семиотики нервных болезней в Императорской Военно-медицинской академии в Санкт-Петербурге.
В 1914—1917 гг., во время Первой мировой войны, он был мобилизован на северо-западный фронт, где являлся начальником фронтового госпиталя.

## Руководство кафедрами в Томском и Казанском университетах
В октябре 1917 г. Л. И. Омороков был избран профессором невропатологии Томского университета, где он организовал первую в Сибири кафедру нервных и душевных болезней, которой руководил до 1936 г.
Основные научные направления этого периода были посвящены нейроморфологическим исследованиям нервной системы. Л. И. Омороков разрабатывал начатые профессором П. Л. Авроровым и П. И. Тиховым исследования по выращиванию нервной ткани вне организма и предложил свою оригинальную методику. Им были созданы нейрогистологическая лаборатория и патологоанатомический музей, организован научный студенческий кружок по неврологии.
Мировую известность Л. И. Оморокову принесли ему исследования, посвящённые кожевниковской эпилепсии.
Он изучил эпидемиологию, клинику и патоморфологию этой болезни в Сибири, представив доказательства её инфекционной природы. Л. И. Омороков прокурировал 104 больных кожевниковской эпилепсией, на то время это было самое большое число наблюдений в мире.
Он обогатил семиотику нервных болезней описанием тибиального феномена при поражении мозолистого тела и создал учебник «Введение в клиническую невропатологию», который до настоящего времени пользуется популярностью среди студентов и врачей.
Затем в течение тридцати лет — с 1936 по 1967 гг. — Л. И. Омороков возглавлял кафедру нервных болезней Казанского государственного медицинского института.

Благородство, честность и прямота, присущие талантливому ученому, не могли не сказаться на существовавшей в клинике атмосфере . Под его руководством работали известные неврологи Н. И. Савченко, Е. И. Еселевич, М. В. Кочергин, Ф. И. Вольтер, В. М. Сироткин, В. И. Танкиевская и многие другие. Леонид Иванович устанавливал деловые связи тогда, когда этого требовала клиническая деятельность. Так, придавая особое значение повреждениям клеток коры моторной зоны в происхождении кожевниковской эпилепсии, он налаживает контакт с хирургами и совместно с ними внедряет в практику оперативное лечение этой патологии.

Круг научных интересов Л. И. Оморокова был необычайно широк и охватывал вопросы как невропатологии, так и психиатрии. Исследовательские работы его отличались углубленным анализом заболеваний мозга и детальной их верификацией.— Исмагилов М. Ф., Попелянский Я. Ю. К 120-летию со дня рождения Л. И. Оморокова (1881 — 2001)
Л. И. Омороков опубликовал около восьмидесяти научных работ по различным проблемам неврологии.
Л. И. Омороков одним из первых разработал методику выращивания нервных клеток в искусственной среде. Им был выявлен патоморфологический субстрат особой формы эпилепсии — «хореической падучей» В. М. Бехтерева.
В 1940 году Л. И. Оморокову было присвоено почётное звание «Заслуженный деятель науки Татарской Автономной Советской Социалистической Республики». Он был также награждён «Орденом Ленина».

## Известные адреса
- Казань, улица Толстого, дом 6, квартира 1[5].